# Осмоза
Осмоза представља дифузију молекула растварача кроз полупропустљиву мембрану која пропушта молекуле растварача али не пропушта молекуле растворене супстанце. Осмоза се јавља кад су концентрације раствора са две стране мембране различите. Пошто полупропустљива мембрана пропушта само молекуле растварача, али не и честице растворене супстанце, долази до дифузије растварача кроз мембрану тј. молекули растварача пролазе кроз мембрану како би се изједначиле концентрације са обе стране мембране. Молекули растварача се крећу из средине са мањом концентрацијом у средину са већом концентрацијом растворених супстанци. Представља врсту пасивног транспорта.
При дифузији молекула растварача кроз мембрану долази до пораста нивоа течности на једној страни мембране и смањења нивоа течности на другом нивоу. Пораст нивоа течности на једној страни ствара хидростатички притисак који се супротставља осмози тј. осмотском притиску који дјелује на мембрану. Када се ова два притиска изједначе доћи ће до успоставе равнотеже и процес дифузије ће се завршити тј. неће више доћи до подизања нивоа течности. Притисак при коме се успоставља ова равнотежа се назива ефективни осмотски притисак. Осмотски притисак је већи што је концентрација раствора већа и обрнуто. 
У природи постоји више примјера осмозе, као што је узимање воде из земљишта од стране биљака или улажење воде у ћелију итд. Ако се ћелије налазе у воденом раствору, вода (која у ћелији врши функцију растварача) ће тежити да прође кроз ћелијску мембрану у циљу да се изједначе концентрације са обе стране мембране. Тако, ако ћелију ставимо у хипотоничан раствор (раствор који је мање концентрације у однос на саму ћелију) доћи ће до улажења воде у ћелију, до њеног бубрења и прскања. У хипертоничном раствору (концентрованији од раствора у самој ћелији), вода ће излазити из ћелије и она ће се смежурати. Због тога је веома важно да се одржава сталан осмотски притисак, односно количина воде у организму што се назива осморегулација. Код сисара се осморегулација врши преко бубрега – вишак воде из крви прелази у мокраћу.

## Историја
Неке врсте осмотског тока познате су од давнина, нпр. при изградњи египатских пирамида. Жан-Антоан Нолет је први документовао посматрање осмозе 1748. године. Реч „осмоза“ потиче од речи „endosmose“ и „exosmose“, коју је француски лекар Рене Жоахим Анри Дјутроше (1776–1847) формулисао од грчких речи ἔνδον (éndon „унутра“), ἔξω (éxō „спољашњи") и ὠσμός (ōsmós „потисак, импулсирање”). Године 1867. Мориц Траубе је изумео високо селективне мембране за падавине, унапређујући уметност и технику мерења осмотског протока.

## Механизам осмозе
Осмоза је процес у којем полупропусна мембрана одваја два раствора различитих концентрација. Полупропусна мембрана пропушта молекуле растварача док не пропушта честице растворених материја (јоне или молекуле). Молекули растварача се због разлике у концентрацијама растварача крећу с места мање концентрације према месту веће концентрације. Процес има тежњу одвијања све до изједначења концентрација с обе стране мембране; мање концентрисани раствор постаје концентрисанији, више концентрисаном раствору се смањује концентрација. Појава се може најједноставније објаснити кинетичком теоријом и чињеницом да на страни раствора с мањом концентрацијом растворених материја има више молекула растварача (воде) који зато прелазе на страну с мање молекула растварача.
При проласку молекула растварача кроз мембрану долази до пораста запремине растварача на једној страни мембране и смањења запремине растварача на другој страни. Пораст запремине растварача на једној страни ствара хидростатички притисак који се супротставља осмози, то јест осмотском притиску који делује на мембрану. Када се ова два притиска изједначе, успостави се динамична равнотежа, то јест више не долази до подизања нивоа раствора, док молекули растварача и даље пролазе кроз мембрану али у оба смера једнако интензивно. Притисак при коме се успоставља ова равнотежа назива се ефективни осмотски притисак. Осмотски је притисак већи што је разлика концентрација раствора већа, и обрнуто. Молекули растварача се крећу из раствора с нижом (хипотонични раствор) у раствор с вишом концентрацијом растворене материје (хипертонични раствор). Осмоза се може посматрати као посебан случај дифузије. Осмоларитет је релативна концентрација растворене материје у средини у којој се нађе ћелија.

### Осмоза и дифузија
Дифузија се не одвија само између хемијских материја које се додирују, него такође између материја које су одељене неком преградом, односно мембраном. Осим тога, дифузија течности може постојати и кроз преграде насупрот сили теже, и то с извесним притиском који се назива осмотски притисак. Ако се на пример одели раствор модре галице и води неком мембраном (на пример животињским мехуром) може се уочити да вода много брже продире кроз мембрану у модру галицу него модра галица у воду. Вода ће дотле продирати док не наступи равнотежа између хидростатског и осмотског притиска.  
Дифузија кроз пропусне или полупропусне мембране (зидове) назива се осмоза. Притисак који због различите концентрације раствора покреће течности у смеру веће концентрације назива се осмотски притисак. При додиру две течности различитих концентрација течности настоје да своју концентрацију изједначе дифузијом. Будући да молекули модре галице не могу тако брзо да пролазе кроз полупропусну мембрану у воду, то се концентрација изједначава на тај начин да вода продире у раствор модре галице и њихове концентрације се изједначују. 
Осмотски притисак је код неких раствора врло велик, тако је на пример код шећерног раствора 60 000 /2 (0,6 ). Осмоза је важна за живе организме. Зидови ћелија су опне које пропуштају само оне материје које су организму потребне за храну.

### Ћелијска осмоза
Осмоза у ћелији наступа због разлике у осмоларитету цитоплазме с унутрашње, и раствора с спољне стране мембране, што доводи до смежуравања или бубрења ћелије. Чешћа појава бубрења и лизе ћелије наступа због веће концентрације растворених јона и малих органских молекула у ћелији, због чега је она хипертонична у односу на своју околину, те вода улази у ћелију. Ћелије се проблему високог осмоларитета прилагођавају, зависно од царства којем поједини организам припада:
- Ћелије биљака, алги, гљива, и већине бактерија обавијене су ћелијским зидом који је довољно чврст да спречи распрснуће ћелије у хипотоночном раствору. У њима се, услед уласка воде, ствара тургорски притисак који ону количину воде која уђе покреће ка спољашности, те су биљна ткива изузетно јака. У хипетоничном раствору излазак воде узрокује одвајање мембране од ћелијског зида, те доводи до процеса плазмолизе и увенућа биљке.

- Животињске ћелије проблем осмоларитета решавају активним избацивањем неорганских јона и смањивањем разлике у концентрацијама растворених материја (првенствено натријума) између ћелије и њене околине (натријум-калијумска пумпа или  пумпа). При томе троше значајне количине енергије.

## Повратна осмоза
Повратна осмоза, обрнута осмоза или реверзна осмоза је метода која служи за добијање питке воде из слане воде. Поступак користи полупропусну мембрану кроз коју пролази чиста вода а заостају соли. Притисак слане воде мора бити око 25 бар, што ову методу чини скупом за производњу већих количина свеже воде. Хлориди, амонијак и угљен диоксид су мали молекули, те пролазе кроз полупропусну мембрану. Њих је неопходно накнадно уклонити активним угљем. Неке бактерије и вируси такође пролазе кроз полупропусну мембрану, те је воду потребно дезинфицирати (хлорисање, озон, УВ светиљка, сунчева дезинфекција).
Повратна осмоза или реверзна осмоза је скоро савршен процес филтрирања воде. Овај процес омогућава одстрањивање најситнијих честица из воде. Повратна осмоза се користи за пречишћавање воде и одстрањивање неорганских минерала, соли и осталих нечистоћа у циљу побољшања изгледа, укуса и осталих својстава воде. Тако се добива квалитет вода за пиће који задовољава све стандарде вода за пиће. Након познатих начина пречишћавање воде индустријском филтрацијом (градски водовод и фабрике), прокувавањем и хлорисањем, дошло се до технички скоро савршеног начина филтрирања воде, који готово од сваке загађене воде може начинити здраву питку вода. Осмотске мембране које се користе у овом поступку имају толико ситне отворе да кроз њих могу проћи готово само молекули чисте воде, а све нечистоће остају на мембрани и избацују се преко одвода као техничка отпадна вода. Оваквим начином филтрације воде добија се вода за пиће високог квалитета, која се може користити и у медицинске сврхе (вода за бебе).